# Orient (Maine)
Orient ist eine Town im Aroostook County des Bundesstaates Maine in den Vereinigten Staaten. Im Jahr 2020 lebten dort 156 Einwohner in 272 Haushalten auf einer Fläche von 97,5 km².

## Geografie
Nach den Angaben des United States Census Bureaus hat Orient eine Fläche von 97,5 km², wovon 92,0 km² aus Land und 5,5 km² aus Gewässern bestehen.

### Geografische Lage
Orient liegt im Südosten des Aroostook Countys, direkt an der Grenze zu Kanada, es gibt einen Grenzübergang nach New Brunswick. Der Grenzverlauf folgt dem in südliche Richtung fließenden St. Croix River. Sowie durch die angrenzenden Seen North Lake und Grand Lake. Zwischen diesen beiden Seen befindet sich ein Grenzübergang nach Kanada. Im Süden grenzt der Longfellow Lake an das Gebiet und der Longley Lake liegt im Südosten. Mehrere kleinere Flüsse fließen durch Orient, zumeist in südöstliche Richtung. Die Oberfläche ist leicht hügelig, ohne besondere Erhebungen.

### Nachbargemeinden
Alle Entfernungen sind als Luftlinien zwischen den offiziellen Koordinaten der Orte aus der Volkszählung 2010 angegeben.
- Norden: Amity, 4,0 km
- Osten: North Lake Parish, York County (New Brunswick), Kanada, 13,9 km
- Süden: Weston, 4,3 km
- Westen: Haynesville, 15,5 km
- Nordwesten: Unorganized Territory von South Aroostook, 38,1 km

### Stadtgliederung
In Orient gibt es zwei Siedlungsgebiete: Orient und Sunset Park.

### Klima
Die mittlere Durchschnittstemperatur in Orient liegt zwischen −11,7 °C (11° Fahrenheit) im Januar und 18,3 °C (65° Fahrenheit) im Juli. Damit ist der Ort gegenüber dem langjährigen Mittel der USA um etwa 10 Grad kühler. Die Schneefälle zwischen Oktober und Mai liegen mit über fünfeinhalb Metern knapp doppelt so hoch wie die mittlere Schneehöhe in den USA, die tägliche Sonnenscheindauer liegt am unteren Rand des Wertespektrums der USA.

## Geschichte
Die Town Orient wurde am 9. April 1856 gegründet. Das Gebiet wurde bereits ab 1830 besiedelt. 1844 wurde die Orient Plantation gegründet, um den Bewohnern das Wahlrecht zu geben. Die Orient Plantation und die östliche Hälfte der Greenwood Plantation wurden 1856 zur Town Orient vereinigt. Der westliche Teil der Greenwood Plantation wurde im Jahr 1876 zur Town Haynesville hinzugegeben. Die ursprüngliche Bezeichnung lautete Orient Gore, bzw. Township 9, First Range West of the Easterly Line of the State (T9 R1 WELS, or T9 Greenwood’s Survey). Das Gebiet Monroe Gore östlich von Weston wurde im 1847 hinzugefügt.

### Einwohnerentwicklung
| Volkszählungsergebnisse – Town of Orient, Maine | Volkszählungsergebnisse – Town of Orient, Maine | Volkszählungsergebnisse – Town of Orient, Maine | Volkszählungsergebnisse – Town of Orient, Maine | Volkszählungsergebnisse – Town of Orient, Maine | Volkszählungsergebnisse – Town of Orient, Maine | Volkszählungsergebnisse – Town of Orient, Maine | Volkszählungsergebnisse – Town of Orient, Maine | Volkszählungsergebnisse – Town of Orient, Maine | Volkszählungsergebnisse – Town of Orient, Maine | Volkszählungsergebnisse – Town of Orient, Maine |
| Jahr                                            | 1800                                            | 1810                                            | 1820                                            | 1830                                            | 1840                                            | 1850                                            | 1860                                            | 1870                                            | 1880                                            | 1890                                            |
| ----------------------------------------------- | ----------------------------------------------- | ----------------------------------------------- | ----------------------------------------------- | ----------------------------------------------- | ----------------------------------------------- | ----------------------------------------------- | ----------------------------------------------- | ----------------------------------------------- | ----------------------------------------------- | ----------------------------------------------- |
| Einwohner                                       |                                                 |                                                 |                                                 |                                                 |                                                 | 205                                             | 233                                             | 219                                             | 224                                             | 244                                             |
| Jahr                                            | 1900                                            | 1910                                            | 1920                                            | 1930                                            | 1940                                            | 1950                                            | 1960                                            | 1970                                            | 1980                                            | 1990                                            |
| Einwohner                                       | 208                                             | 187                                             | 170                                             | 161                                             | 147                                             | 176                                             | 124                                             | 83                                              | 97                                              | 157                                             |
| Jahr                                            | 2000                                            | 2010                                            | 2020                                            | 2030                                            | 2040                                            | 2050                                            | 2060                                            | 2070                                            | 2080                                            | 2090                                            |
| Einwohner                                       | 145                                             | 147                                             | 156                                             |                                                 |                                                 |                                                 |                                                 |                                                 |                                                 |                                                 |

## Kultur und Sehenswürdigkeiten

### Bauwerke
Die U.S. Inspection Station-Orient, Maine wurde im Jahr 2014 unter Denkmalschutz gestellt und ins National Register of Historic Places unter der Register-Nr. 14000557 aufgenommen.

## Wirtschaft und Infrastruktur

### Verkehr
Durch Orient führt in Nord-Süd-Richtung der U.S. Highway 1, der die Town mit der Bezirkshauptstadt Houlton und mit der Grenzstadt Calais verbindet. Der nächstgelegene Flughafen mit Linienflugangebot befindet sich in Presque Isle.

### Öffentliche Einrichtungen
Orient besitzt keine eigene Bücherei. Die nächstgelegene ist die Cary Library in Houlton.
Es gibt kein Krankenhaus oder Medizinische Einrichtung in Orient. Das nächstgelegene Krankenhaus für Orient und die Region befindet sich in Danforth.

### Bildung
Bildungsmöglichkeiten werden durch das Orient School Department organisiert. In Orient gibt es keine Schule.